# Confessions on a Dance Floor
Confessions on a Dance Floor är det tionde studioalbumet av den amerikanska popartisten Madonna, utgivet den 15 november 2005 på Warner Bros. Records. Albumet är uppföljaren till albumet American Life från 2003. Albumet gick tidigare under arbetsnamnen Project 05 och Defying Gravity. Alla fotografier till albumet är tagna av Steven Klein i Los Angeles i augusti 2005.
Madonnas kommentar: Jag ville ha en skiva utan ballader. Jag ville att det inte skulle vara några avbrott, utan att en sång övergick i en annan - precis som på ett disco. (...) När jag gör skivor föredrar jag oftast ommixningarna framför ursprungsversionerna. Så då tänkte jag att, skit samma, jag börjar ifrån den synvinkeln". Jag vill höra de här låtarna på en nattklubb. Jag hanterade skivan från en DJ:s perspektiv, men Stuart är DJ. Det påverkade verkligen skivans känsla, danskänslan..

## Låtlista
1. Hung Up (5:36) Skriven och producerad av Madonna och Stuart Price. Med sampling från Abba-musik skriven av Benny Andersson och Björn Ulvaeus.
2. Get Together (5:30) Skriven av Madonna, Anders Bagge och Peer Astrom. Producerad av Madonna och Stuart Price. Originalproduktion av Bagge och Astrom.
3. Sorry (4:43) Skriven och producerad av Madonna och Stuart Price.
4. Future Lovers (4:51) Skriven och producerad av Madonna och Mirwais Ahmadzaï.
5. I Love New York (4:11) Skriven och producerad av Madonna och Stuart Price.
6. Let It Will Be (4:18) Skriven av Madonna, Mirwais Ahmadzaï och Stuart Price. Producerad av Madonna och Stuart Price.
7. Forbidden Love (4:22) Skriven och producerad av Madonna och Stuart Price.
8. Jump (3:46) Skriven av Madonna, Joe Henry och Stuart Price. Producerad av Madonna och Stuart Price.
9. How High (4:40) Skriven av Madonna, Christian Karlsson, Pontus Winnberg och Henrik Jonback. Producerad av Madonna, Bloodshy & Avant och Stuart Price.
10. Isaac (6:03) Skriven och producerad av Madonna och Stuart Price. Talröst Yitzhak Sinwani.
11. Push (3:57) Skriven och producerad av Madonna och Stuart Price.
12. Like It Or Not (4:31) Skriven av Madonna, Christian Karlsson, Pontus Winnberg och Henrik Jonback. Producerad av Madonna och Bloodshy & Avant. Assisterande producent Stuart Price.

## Utgåvor
Albumet har släppts i tre versioner:
- en där alla låtar sitter ihop och bildar ett 56 minuter långt spår
- en "vanlig" skiva där låtarna är valbara
- ett digitalt album via iTunes, med tillhörande digitalt text- och bildhäfte, musikvideon till singeln Hung Up och en än så länge hemlig bonuslåt.

En begränsad utgåva (limited edition) av albumet släpptes 13 december 2005 med bonuslåten Fighting Spirit. Under december 2005 släpptes singeln Sorry och under 2006 släpptes singlarna Get Together och Jump.
Den begränsade utgåvan av albumet kommer att innehålla:
- Bonusspåret Fighting Spirit
- En 40-sidors bilderbok med bilder av Steven Kleins
- 80 sidor dagboksnotiser av Madonna
- Gratis medlemskap i ICON Fanclub
- Skyddsomslag

## Medverkande
Musiker
- Madonna – sång, bakgrundssång, producent
- Stuart Price – producent, keyboard, synthesizer, vocoder, programmering, sequencer, sampling
- Roberta Carraro – keyboard, bas, trummor, munspel
- Yitzhak Sinwani – ytterligare sång på "Isaac"
- Monte Pittman – gitarr
- Magnus "Mango" Wallbert – programmering

Övrig produktion
- Fotografi – Steven Klein
- AD och grafisk design – Giovanni Bianco
- Juridiska dokument – Grubman Indursky
- Management – Guy Oseary och Angela Becker
- Ljudmix – Mark "Spike" Stent vid Olympic Studios och Record Plant Studios, Los Angeles ("Forbidden Love": mixad av Stuart Price vid Shirland Road)
- Inspelning – Stuart Price vid Shirland Road ("How High" och "Like It or Not": inspelade vid Murlyn Studios, Stockholm och Shirland Road; "Future Lovers": inspelad vid Mayfair Studios.)
- Assisterande tekniker – Alex Dromgoole
- Andra assisterande tekniker vid Olympic – David Emery
- Andra assisterande tekniker vid Record Plant, Los Angeles – Antony Kilhoffer
- Mastering – Brian "Big Bass" Gardner vid Bernie Grundman Mastering

Medverkande är hämtade ur albumhäftet till Confessions on a Dance Floor.

## Topplistor
USA
| År   | Lista                                       | Placering |
| ---- | ------------------------------------------- | --------- |
| 2005 | Amazons Top 100-lista över försäljningar    | #1        |
| 2005 | Amazons Top 100-lista över förbeställningar | #1        |

 Tyskland 
| År   | Lista                                       | Placering |
| ---- | ------------------------------------------- | --------- |
| 2005 | Amazons Top 100-lista över försäljningar    | #1        |
| 2005 | Amazons Top 100-lista över förbeställningar | #1        |

Sverige: #1
England: #1
USA: #1
Singeln, "Hung up":
Sverige: #1
England: #1
USA: #7 (#1 på danslistan)

### Fotnoter
1. ↑  ”Madonna”. Arkiverad från originalet den 22 juni 2011. https://web.archive.org/web/20110622062919/http://www.madonna.com/discography/index/album/albumId/10/. Läst 25 juni 2011.
2. ↑  Madonna - Confesses Billboard 7 november 2005
3. ↑  Albumhäfte för Confessions on a Dance Floor av Madonna [CD]. Burbank, California: Warner Bros. Records, en division av Warner Music Group. 2005.